# エル・ベンディート
エル・ベンディート（Elbendito）は、メキシコの男性プロレスラー。メキシコ・シティ出身。父はブルー・モンスター。

## タイトル歴
DRAGON GATE
- オープン・ザ・トライアングルゲート王座 （第94代）（パートナーはルイス・マンテ&フラミータ）